# Gustloff-Rennsteigwerk
Das Gustloff-Rennsteigwerk wurde in den Jahren 1937/1938 als Zweigwerk der Berlin-Suhler Waffen- und Fahrzeugwerke in der Nähe von Schmiedefeld am Rennsteig errichtet.
Südlich vom Bahnhof Rennsteig, auf einem Areal mit einem Gleisanschluss an die Bahnstrecke Bahnstrecke Rennsteig–Frauenwald, wurden Maschinengewehrläufe für die deutsche Wehrmacht gefertigt. Im April 1945 endete die Produktion von Rüstungsgütern. Darauf folgte die Demontage von 386 Maschinen (nach anderen Quellen 952 Maschinen) und die Sprengung des zur damaligen Zeit hoch technisierten Betriebes. Durch den strikten Geheimhaltungsgrad der Produktion des Rennsteigwerkes ranken sich noch heute Mythen um die vergessene und teilweise auch totgeschwiegene Fabrikanlage. Ein Relikt der Werksanlagen ist der Rennsteigteich, der ursprünglich als Brauchwasser-Reservoir und als Löschwasserteich angelegt wurde.